# De boekengek
De boekengek is een van de titels die gegeven is aan een volksverhaal uit China.

## Het verhaal
De vader van Lang Yuzhu in Pengcheng heeft al het geld dat hij als ambtenaar en prefect verdiende in de aanschaf van boeken gestoken. Lang leeft zelf in armoede, maar verkoopt geen enkel boek uit de verzameling. Hij gelooft dat in boeken goud en graan te vinden zijn en leest dag en nacht. Hij is niet goed in het onderhouden van sociale contacten. Hij haalt goede resultaten als de schoolinspecteur komt, maar heeft bij de examens geen succes. Op een dag waait een boek weg en in de achtervolging ontdekt hij een gat, gevuld met ingekuild stro dat inmiddels vergaan is. Op een andere dag vindt hij een gouden wagentje van een voet in doorsnee op de bovenste boekenplank. Het wagentje blijkt verguld te zijn en als een jaargenoot van Langs vader aangesteld wordt tot intendant van de rajon biedt Lang het wagentje aan als schrijn voor een boeddhabeeld. Als dank krijgt Lang driehonderd ons zilver en twee paarden en Lang studeert nu nog meer.
Mensen zeggen dat Lang moet trouwen, hij is inmiddels de dertig gepasseerd. Ze spotten dat de Weefster aan de Hemel ervandoor is en Lang gaat hier niet op in. Op een dag komt hij bij het achtste hoofdstuk van het Boek van de Han. Er is een vrouwenfiguur tussen de bladzijden geklemd met de notitie De Weefster. Na een tijdje groeit de figuur en vertoont een glimlach. Lang vraagt welke godin er voor hem staat. Het is Yan Ruya, de vrouw met een gelaat van jade. Ze gaan samenwonen, maar Lang weet niet hoe hij zich als man moet gedragen. Hij blijft studeren en Yan Ruya raadt aan hiermee te stoppen, anders zal ze vertrekken. Na een tijdje begint Lang weer met de studie en Yan Ruya verdwijnt.
Lang vindt Yan Ruya weer in Het boek van de Han, ze geeft nog eenmaal toe en komt terug. Ze bezorgt een schaakspel en een gokspel en speelt elke dag met Lang. Lang studeert stiekem en verstopt het achtste boek, zodat Yan Ruya niet weer kan verdwijnen. Op een dag ontdekt Yan Ruya dat Lang toch studeert en ze verdwijnt. Ze blijkt het achtste boek toch gevonden te hebben en geeft toch nog eenmaal toe terug te komen. Lang buigt tweemaal en zweert dat hij niet weer gaat studeren. Hij krijgt een go-spel en moet het spel binnen drie dagen beheersen. Op de derde dag wint Lang een partijtje van Yan Ruya en hij krijgt een citer, waarmee hij binnen vijf dagen een melodie moet kunnen spelen. Na een tijdje staat Lang bekend als vrijgevochten levenskunstenaar en hij kan aan de examens deelnemen.
Lang vraagt Yan Ruya waarom ze geen kinderen hebben en Yan Ruya vertelt dat studeren daarbij niet helpt. Aan liefde komt lichaamsbeweging te pas en ze verleidt hem tot de daad. Lang vertelt iedereen over de gebeurtenis en Yan Ruya zegt dat dit niet kan. Lang vertelt dat je niet over diefstal en inbraak kunt vertellen, maar wel over vreugde. Na negen maanden wordt een jongetje geboren en ze kopen een oude vrouw om hem te verzorgen. Na twee jaar wil Yan Ruya vertrekken, maar Lang huilt en smeekt haar te blijven. Lang moet al zijn boeken weg doen, maar hij kan dit niet.
De districtsmagistraat, heer Shi, verneemt dat de afkomst van de bruid van Lang onbekend is. Hij komt uit Fukien en is jong jinshi geworden. Hij begeert Yan Ruya in het geheim en stuurt mensen om haar te arresteren. Yan Ruya verbergt zich en Lang wordt de status van xiucai ontnomen. Er worden blokken aangelegd, maar Lang vertelt niks ondanks deze doodsbedreiging. Het dienstmeisje wordt gevangengenomen en de magistraat oordeelt dat er hekserij in het spel is. Hij gaat naar het huis en verbrandt het samen met alle boeken. Lang wordt vrijgelaten en vraagt een brief van een leerling van zijn vader, zo krijgt hij zijn status terug. Hij slaagt voor de provinciale examens en krijgt een jaar later de graad van jinshi.
Lang bidt elke dag tot Yan Ruya en wil een ambt krijgen in Fukien. Hij wordt censor en ontdekt na drie maanden strafbare feiten van Shi. Lang vordert het huis van Shi en krijgt van een assistent-prefect de favoriete concubine van Shi als dienstmeisje. Als het proces tegen Shi is afgesloten, neemt Lang ontslag en gaat met de concubine naar huis.

## Achtergronden
In het traditionele China neemt studie een uitzonderlijke plaats in het leven in van de elite. De ambtelijke loopbaan was de hoogste roeping. Wie slaagde voor het prefecturale examen kreeg de graad van iucai, wie slaagde voor het provinciale examen kreeg de graad van juren en wie slaagde voor het hoofdstedelijke examen kreeg de graad van jinshi. Bij elk examen stond het aantal te slagen kandidaten vast, de competitie was bijzonder hevig. Zie ook Chinees examenstelsel.